# Цховребашвілі Володимир Гедеванович
Володимир Гедеванович Цховребашвілі (Цховребадзе) (1905, село Бугаурі Горійського повіту Тифліської губернії, тепер Республіка Грузія — травень 1977, місто Тбілісі, тепер Республіка Грузія) — радянський партійний діяч, 2-й секретар ЦК КП(б) Грузії, голова Президії Верховної Ради Грузинської РСР, 1-й секретар Південно-Осетинського обкому КП(б) Грузії. Член Бюро ЦК КП(б) Грузії з 31 січня 1949 по 20 вересня 1953 року. Кандидат у члени ЦК КПРС (1952—1956). Депутат Верховної ради Грузинської РСР. Депутат Верховної ради СРСР 1—3-го скликань. 

## Біографія
Народився в селянській родині, в семирічному віці втратив батьків. Навчався у початковій сільській школі. З лютого 1917 по вересень 1923 року — наймит у селян, у підрядника, в заможних господарствах сіл Ітрія, Чала, Джапінаурі Горійського повіту Тифліської губернії. У 1920 році брав участь у прорадянських партизанських загонах, які діяли на території Грузії. У 1921 році вступив до комсомолу.
У вересні 1923 — травні 1924 року — слухач Горійської повітової школи радянського і партійного будівництва.
З травня по вересень 1924 року — секретар Тквіанського районного комітету ЛКСМ Грузії Горійського повіту. У вересні 1924 — березні 1926 року — завідувач організаційного відділу Горійського повітового комітету ЛКСМ Грузії.
Член ВКП(б) з березня 1926 року.
У березні 1926 — березні 1927 року — відповідальний секретар Телавського повітового комітету ЛКСМ Грузії.
У березні 1927 — травні 1928 року — працівник серед молоді, представник ЦК ЛКСМ Грузії в Центральному правлінні Спілки сільськогосподарських робітників Грузинської РСР в місті Тифлісі.
З травня 1928 по серпень 1929 року — завідувач культурно-пропагандистського відділу, з серпня 1929 по квітень 1931 року — секретар Центрального правління Спілки сільськогосподарських робітників Грузинської РСР.
У квітні 1931 — вересні 1932 року — голова Центрального правління Спілки робітників насіннєвих радгоспів Грузинської РСР.
У вересні 1932 — липні 1937 року — 1-й секретар Боржомського районного комітету КП(б) Грузії.
У липні — жовтні 1937 року — в.о. 1-го секретаря Ленінського районного комітету КП(б) Грузії міста Тбілісі.
У жовтні 1937 — лютому 1938 року — в.о. 2-го секретаря Тбіліського міського комітету КП(б) Грузії.
У лютому 1938 — січні 1949 року — в.о. 1-го секретаря, 1-й секретар Південно-Осетинського обласного і Сталінірського міського комітетів КП(б) Грузії.
У 1946 році заочно закінчив Тбіліську філія Всесоюзного юридичного інституту.
31 січня 1949 — грудень 1951 року — секретар ЦК КП(б) Грузії.
У грудні 1951 — 14 квітня 1953 року — 2-й секретар ЦК КП(б) Грузії.
15 квітня — 29 жовтня 1953 року — голова Президії Верховної Ради Грузинської РСР.
З листопада 1953 по вересень 1956 року — керуючий тресту «Грузтунг». З вересня 1956 по березень 1964 року — керуючий тресту «Грузросжирмасло».
З березня 1964 по листопад 1965 року — на пенсії, персональний пенсіонер. З листопада 1965 року — старший референт відділу місцевих радянських органів Ради міністрів Грузинської РСР.
Помер у Тбілісі в травні 1977 року.

## Нагороди
- орден Леніна (24.02.1941)
- орден Вітчизняної війни І ст.
- орден Вітчизняної війни ІІ ст. (1945)
- орден Трудового Червоного Прапора (1944)
- медаль «За оборону Кавказу»
- медаль «За перемогу над Німеччиною у Великій Вітчизняній війні 1941—1945 рр.»
- медаль «За доблесну працю у Великій Вітчизняній війні 1941—1945 рр.»
- медалі